# Liometopum
Liometopum és un gènere de formigues que pertany a la subfamília Dolichoderinae. Erugues de certes espècies de papallones tenen una relació simbiòtica amb les formigues Liometopum. Produeixen secrecions amb les quals les formigues s'alimenten de forma similar a les formigues del gènere Iridomyrmex.
Escamol és una delícia mexicana que es fa amb les larves d'aquestes formigues.

## Espècies
El gènere Liometopum inclou 8 espècies actuals i nombroses espècies fòssils:

### Espècies actuals
- Liometopum apiculatum Mayr, 1870
- Liometopum lindgreeni Forel, 1902
- Liometopum luctuosum Wheeler, 1905
- Liometopum masonium (Buckley, 1866)
- Liometopum microcephalum (Panzer, 1798)
- Liometopum occidentale Emery, 1895
- Liometopum orientale Karavaiev, 1927
- Liometopum sinense Wheeler, 1921

### Espècies fòssils
- †Liometopum bogdassarovi (Nazaraw et al., 1994)
- †Liometopum brunascens (Heer, 1867)
- †Liometopum crassinervis Heer, 1849
- †Liometopum croaticum (Heer, 1849)
- †Liometopum eremicum Zhang, 1989
- †Liometopum escheri (Heer, 1867)
- †Liometopum globosum (Heer, 1849)
- †Liometopum imhoffii (Heer, 1849)
- †Liometopum incognitum Dlussky et al. 2015
- †Liometopum longaevum (Heer, 1849)
- †Liometopum lubricum Zhang, Sun & Zhang, 1994
- †Liometopum miocenicum Carpenter, 1930
- †Liometopum oligocenicum Wheeler, 1915
- †Liometopum pallidum (Heer, 1867)
- †Liometopum potamophilum Zhang, 1989
- †Liometopum rhenana (Meunier, 1917)
- †Liometopum scudderi Carpenter, 1930
- †Liometopum stygium (Heer, 1867)
- †Liometopum venerarium (Heer, 1864)
- †Liometopum ventrosum (Heer, 1849)